# Nuhi Veselaj
Nuhi Veselaj (ur. 20 sierpnia 1933 w Reçanie) – jugosłowiański i kosowski pedagog oraz pisarz.

## Życiorys
W 1948 roku ukończył szkołę podstawową w Suvej Rece, a w 1952 roku także szkołę średnią w Djakowicy. Następnie studiował albanistykę na Uniwersytecie w Prisztinie; ukończył je w 1963 roku, odbył następnie 2-letnie studia podyplomowe, a w 1992 roku ukończył studia doktorskie.
W 1951 roku zaangażował się w działania na rzecz przyłączenia Kosowa do Albanii, za co rok później został aresztowany i następnie skazany na 3 lata pozbawienia wolności. Po odbyciu wyroku z trudem udało mu się znaleźć pracę w oświacie, w której działał w latach 60. i 70.; został jednak zwolniony z powodów politycznych. Pracował w zajmującym się budową dróg przedsiębiorstwie Partizanski oraz do 1991 roku jako tłumacz w fabryce amortyzatorów.
Podczas wojny w Kosowie udzielał w swoim domu schronienia żołnierzom Armii Wyzwolenia Kosowa; budynek został jednak zniszczony w wyniku jugosłowiańskich bombardowań, a sam Veselaj został zmuszony do strefy neutralnej w Glloboçicy. Nie skorzystał z okazji emigracji do Stanów Zjednoczonych bądź do Szwajcarii, gdzie mieszkała jego rodzina, a jego syn wstąpił do UÇK.
Należy do Ligi Pisarzy Kosowa.

## Twórczość[1]
- Bulëza të përshenjura
- Cace e hope djaloshare (poezja)
- Fletë ditari rreth një motmotari
- Gërricje në damarët e djalërisë
- Mësime nëpër pësime (scenariusz)
- Shfrime nëpër mjegullnajë
- Ther me pupël
- Trimoshi

### Literatura dziecięca i młodzieżowa
- Me buzët në gaz
- Miklime (1967)
- Rrezet e ylberta (1971)

## Prace językoznawcze[1]
- Çështje të shqipes standarde në fushë të leksikut dhe të fjalëformimit I (1997)
- Paskajorja, çështje e shqipes standarde (2000)
- Foljet më -O – në gjuhën shqipe (2002)
- Paskajorja dhe standardizimi i gjuhës shqipe (2006)